# Dein Helfer in der Not
Dein Helfer in der Not (нем. «Твой помощник в беде») — пятый студийный альбом индастриал-метал группы Ost+Front.

## История
В мае 2020 года Патрик Ланге объявил, что уже два с половиной года работает над новым альбомом. Из-за пандемии COVID-19 и введённого на этом фоне карантина все концерты группы, начиная с марта 2020 года и далее, были отменены. Патрик использовал это время для того, чтобы как можно быстрее завершить работу над альбомом. 

26 июня 2020 года вышел первый сингл альбома Ikarus, а также был анонсирован альбом Dein Helfer in der Not. 17 июля 2020 года вышел второй сингл Schau ins Land. Группа опубликовала клипы на обе песни на YouTube-канале лейбла Out of Line.

## Общая информация

### Версии альбома
Альбом был выпущен в виде компакт-диска, виниловой пластинки, распространялся также в электронном виде и имел ограниченное издание. В ограниченное издание входили компакт-диск, фляга, лицевая маска, набор для выживания, сертификат подлинности, подписанный участниками группы и бонусный CD-диск In der Hölle erfroren (нем. «Замерзший в Аду»), включавший три бонусных трека.

### Обложка
На обложке альбома изображены участники группы, сидящие за столом в углу бара. Фото было сделано в феврале 2020 года в музыкальном клубе Fabrik в городе Брухзаль.

## Список композиций
| №   | Название                   | Перевод                | Длительность |
| --- | -------------------------- | ---------------------- | ------------ |
| 1.  | «Geld Geld Geld»           | Деньги, деньги, деньги | 3:53         |
| 2.  | «Schau ins Land»           | Взгляни на страну      | 4:04         |
| 3.  | «Honka Honka»              | Хонка, Хонка           | 3:33         |
| 4.  | «Sex, Schnapps und Gewalt» | Секс, шнапс и насилие  | 3:37         |
| 5.  | «Ikarus»                   | Икар                   | 3:32         |
| 6.  | «Was einmal war»           | То, что когда-то было  | 4:45         |
| 7.  | «Mein Eigentum»            | Моя собственность      | 3:53         |
| 8.  | «Schwarzer Helmut»         | Чёрный Гельмут         | 3:25         |
| 9.  | «Die Räuber»               | Разбойники             | 5:12         |
| 10. | «Porco Dio»                | Чёрт подери            | 3:30         |
| 11. | «Zaubertrank»              | Волшебное зелье        | 3:16         |
| 12. | «Frauenzimmer»             | Женская комната        | 3:07         |
| 13. | «Untermensch»              | Недочеловек            | 4:13         |

### Бонусные треки
| №   | Название                   | Перевод/Примечание               | Длительность |
| --- | -------------------------- | -------------------------------- | ------------ |
| 1.  | «Viel Spaß beim Sterben»   | Приятной смерти                  | 3:19         |
| 2.  | «Roter Bau»                | Красный дом                      | 2:20         |
| 3.  | «Der Anfang»               | Начало                           | 2:23         |
| 4.  | «Mein Eigentum»            | Ремикс от She Hates Emotions     | 5:02         |
| 5.  | «Sex, Schnapps und Gewalt» | Ремикс от Yellow Lazarus         | 4:06         |
| 6.  | «Ikarus»                   | Версия группы Facing the Gallows | 4:00         |
| 7.  | «Mein Eigentum»            | Ремикс от Eggvn                  | 4:50         |
| 8.  | «Schwarzer Helmut»         | Ремикс от Solar Fake             | 3:34         |
| 9.  | «Geld Geld Geld»           | Ремикс от Amduscia               | 4:18         |
| 10. | «Mein Eigentum»            | Ремикс от GrooVenoM              | 4:10         |
| 11. | «Geld Geld Geld»           | Ремикс от Code: Pandorum         | 3:51         |
| 12. | «Bluthund*»                | Ремикс от Any Second             | 3:59         |
| 13. | «Ikarus»                   | Ремикс от Jesucristo Kramm       | 4:05         |
| 14. | «Geld Geld Geld»           | Ремикс от Any Second             | 4:14         |

- Bluthund (нем. «Полицейская собака») — песня из «Adrenalin», предыдущего альбома Ost-Front.

### Бонусный диск «In der Hölle erfroren»
| №  | Название                  | Перевод           | Длительность |
| -- | ------------------------- | ----------------- | ------------ |
| 1. | «In der Hölle erfroren»   | Замёрзший в Аду   | 2:58         |
| 2. | «Freiheit»                | Свобода           | 3:49         |
| 3. | «Der Ruf deiner Hoffnung» | Зов твоей надежды | 4:12         |

## Описание песен
- Песня Geld Geld Geld является своеобразной критикой идеи всемогущества денег в современном мире. Конкретно, у лирического героя получается купить за деньги всё, кроме любви.
- В песне Schau ins Land отражается современная ситуация в Германии, где любое радикальное оппозиционное мнение преподносится обязательно в дурном свете.
- В песне Honka Honka рассказывается история немецкого серийного убийцы Фрица Хонки, который в период с 1970 по 1975 год убил 4 женщин в Западной Германии. Песня наполнена различными деталями из жизни Хонки — место, где маньяк подыскивал себе жертв, несчастный случай, благодаря которому преступника удалось поймать и даже фамилии убитых им женщин.
- Sex, Schnapps und Gewalt по сути является стандартной одой к разврату, насилию и дебошу, что нередко встречается в данном жанре.
- В песне Ikarus рассказывается легенда об Икаре.
- Was einmal war — песня про мать, которая не может успокоиться после потери собственного ребёнка.
- Песня Mein Eigentum рассказывает о паре садиста и девушки, влюблённой в него. Мужчина сильно издевается над своей половинкой, бьёт и унижает её, но женщина не уходит от него, кажется, от большой любви, хотя на деле она уже просто не может жить иначе.
- Schwarzer Helmut про торговцев солнцезащитными очками на Майорке, их обычно называют Гельмутами. «Чёрный» потому что, как правило, Гельмуты родом из Африки.
- В песне Die Räuber рассказывается история, в которой девушку посылают в дом к головорезам, дабы они смогли изнасиловать и съесть её. Совершая свой чёрный замысел, разбойники не догадывались, что губят не ту девушку. Та, которой следовало стать жертвой, спряталась в их доме, а после ужасного пира сдала бандитов, после чего их казнили.
- Лирический герой песни Porco Dio — мужчина, который зависим от мастурбации и просмотра порнографии. Ему страстно хочется заниматься сексом с женщинами, но женщины, все как одна, воротят от него нос, поэтому другого выхода у него нет. Название песни является грубым итальянским ругательством, которое по смыслу переводится как «Чёрт подери» или «Твою мать». Дословно эта фраза переводится как «Бог-свинья».
- Песня Zaubertrank рассказывает про ведьму, пытающуюся приворожить к себе молодого человека с помощью зелья.
- Лирический герой песни Frauenzimmer — насильник, который пробирается в женские спальни.
- Песня Untermensch также является одой к недолюдям — в песне они показаны как жертвы, отшельники, которых не хочет принимать мир.
- В песне Viel Spaß beim Sterben рассказывается о дикой ненависти к педофилам и в подробностях описывается, как их следует наказывать.
- Песня Roter Bau похожа больше на карикатуру, чем на полноценную композицию — короткая, с очень низко настроенными гитарами и вокалом, напоминающим свиной визг. Слова в песне есть, однако смысла в них, по всей видимости, нет.